# Ogranicznik przepięć

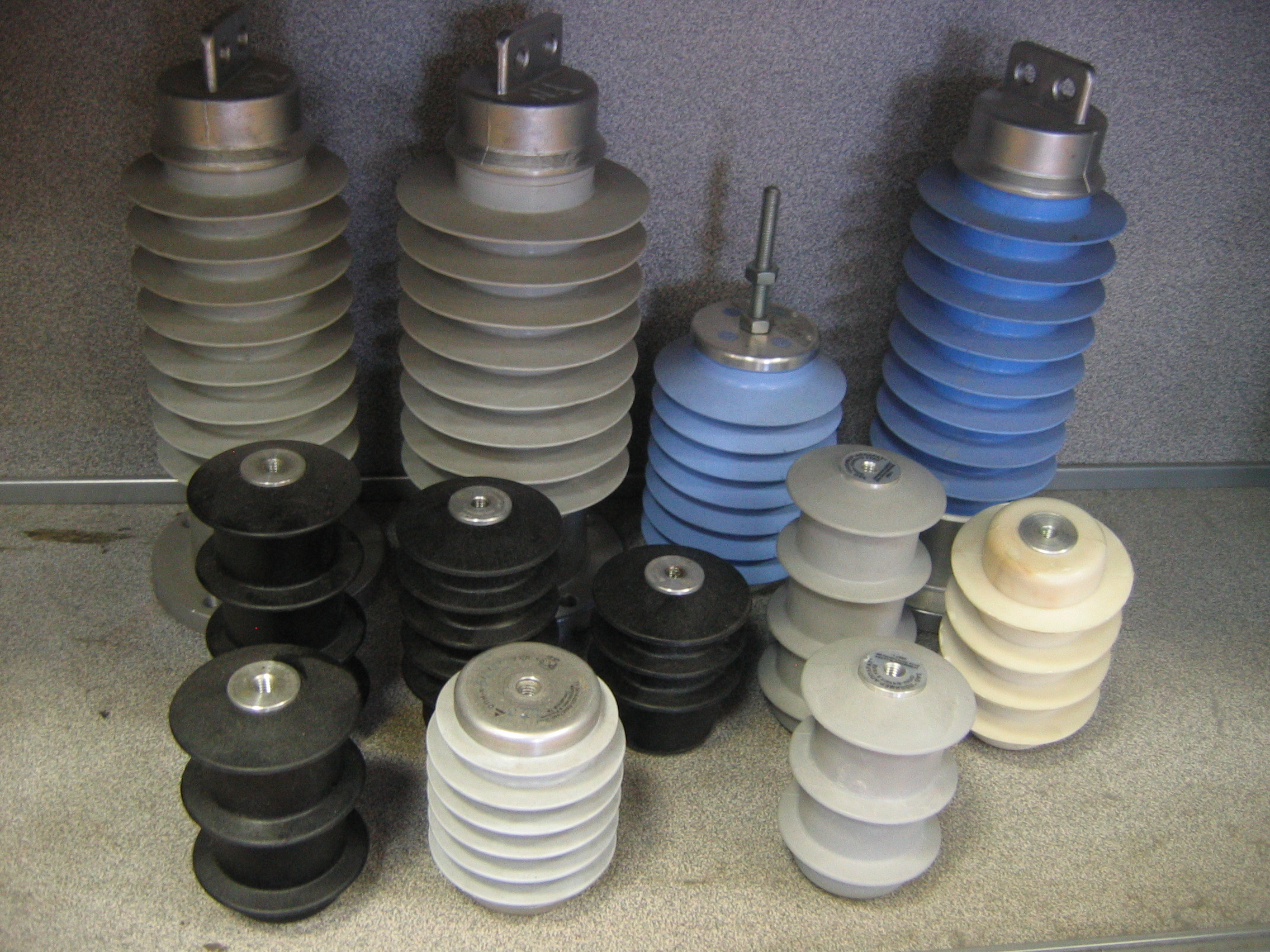
Różne rodzaje ograniczników niskiego i średniego napięcia

Ogranicznik przepięć, dawniej odgromnik (także ochronnik przepięciowy, warystor, ang. surge arrester) – urządzenie do ochrony aparatury elektrycznej przed przejściowymi przepięciami, ograniczające czas trwania i częstotliwość prądu następczego. Przepięcia mogą powstać podczas np. załączania lub wyłączania nieobciążonej linii napowietrznej lub przy uderzeniu pioruna w linię napowietrzną, mogą one spowodować zniszczenie izolacji i innych elementów sieci. Ponieważ odgromniki są urządzeniami stosunkowo drogimi, są stosowane tylko do ochrony ważnych elementów sieci jak np. transformator bądź generator.

## Terminologia
Pojęcie ogranicznik przepięć pojawiło się w polskich aktach normalizacyjnych w 1993 r. jako odpowiednik angielskiego określenia Surge Protection Device (SPD) stosowanego w normach opracowanych przez IEC oraz CENELEC. Pod tym pojęciem należy rozumieć wszystkie urządzenia przeznaczone do utrzymania przepięć w instalacjach elektrycznych na dopuszczalnym poziomie.

## Podział
Pod względem charakterystyki działania rozróżnia się trzy rodzaje ochronników:
- odcinające
- ograniczające
- kombinowane

## Klasyfikacja ograniczników SN
Iskierniki ochronne są najprostszymi, najtańszymi, ale jednocześnie najbardziej zawodnymi ochronnikami, o bardzo ograniczonych możliwościach działania. W uproszczeniu można powiedzieć, ze iskiernik składa się z dwóch elektrod, zwykle izolowanych elektrycznie przez powietrze. Rzadziej stosuje się iskierniki o budowie zamkniętej, w których wykorzystuje się różne gazy szlachetne. Odstęp elektrod, czyli tzw. przerwę iskrową, ustala się w zależności od wymaganego poziomu ochrony przepięciowej. Działanie ochronne iskiernika rozpoczyna się od zapłonu iskry lub łuku elektrycznego między elektrodami iskiernika.

### Ogranicznik odcinający
W ogranicznikach odcinających po przekroczeniu pewnej wartości napięcia następuje gwałtowny spadek oporu wewnętrznego i szybkie przejście ze stanu nieprzewodzenia do stanu przewodzenia. Niejako zaciski ogranicznika zostają zwarte. W tego typu ogranicznikach głównym elementem jest iskiernik.
Zalety ograniczników odcinających:
- prosta i tania budowa,
- duża niezawodność,
- zdolność przewodzenia dużych prądów awaryjnych (udarowych),
- brak przepływu prądu podczas normalnej pracy (poniżej napięcia zadziałania).

Wady:
- silny wpływ czynników środowiskowych (brak w przypadku iskierników zamkniętych hermetycznie w otoczeniu określonego gazu),
- dosyć duża wartość napięcia zadziałania i duży margines wartości napięcia zadziałania,
- występowanie tzw. prądu następczego.

Napięciem zadziałania nazywana jest wartość napięcia, przy której następuje zapalenie się łuku pomiędzy elektrodami iskiernika.

### Ogranicznik ograniczający
Zbudowany z elementu nieliniowego najczęściej z warystora tlenkowego ZnO. W tego typu ogranicznikach wykorzystuje się silnie nieliniową charakterystykę warystora.
Zalety ograniczników ograniczających:
- brak prądu następczego
- precyzyjna nastawa napięcia zapłonu (zadziałania ochronnika)
- stosunkowo nieduża wartość napięcia zapłonu
- brak opóźnienia zapłonu ochronnika.

Wady:
- mniejsza niż przy iskierniku zdolność odprowadzania prądu piorunowego
- przepływ prądu podczas normalnej pracy
- znaczna pojemność wewnętrzna.

### Ogranicznik kombinowany
Ze względu na przedstawione wyżej wady powyższych rozwiązań niektórzy producenci starają się łączyć oba aparaty. Może to być zarówno połączenie szeregowe obu aparatów tzw. ograniczniki zaworowe jak i kaskadowe.
W szeregowym połączeniu ograniczników nie występuje przepływ prądu podczas normalnej pracy oraz prąd następczy jest znacznie ograniczony. Wadą tego rozwiązania są opisane wyżej problemy z zapłonem iskiernika.
Połączenie kaskadowe stosowane jest w przypadku małych obiektów np. stacje GSM. Najczęściej stosuje się kilka stopni ochrony, buduje się układy kolejno łączonych ograniczników na coraz niższe napięcia. Między kolejnymi stopniami ochrony musi być zachowana pewna odległość. Stosując te urządzenia można użyć tylko jednego zestawu aparatów.
Zgodnie z definicją 3.6 normy PN-EN 61643-11 ogranicznik typu kombinowanego to SPD, który zawiera zarówno elementy ucinające jak i elementy ograniczające napięcie, może ucinać napięcie, ograniczać napięcie lub spełniać obie funkcje, w zależności od charakterystyk doprowadzonego napięcia.
Konstrukcje tego typu nie zawierają elementów odprzęgających ograniczających prądy znamionowe w instalacji. Nowoczesne konstrukcje ograniczników kombinowanych zgodnie z wymaganiem PN-EN 62305 mogą być okresowo sprawdzane elektrycznie, bez przerwy w zasilaniu, przy okazji przeglądów instalacji piorunochronnych. Zgodnie z tą normą powinny być badane elektrycznie nie rzadziej niż raz na cztery lata.